# 渤海国
渤海（：／，698年－926年）是于公元698年到926年、以粟末部為主的靺鞨族君主制、多民族王国，建国者为大祚荣。渤海国的前身为现今中国东北部、朝鲜半岛北部、俄罗斯东南部地区各时期的“高句丽”、“肃慎”、“挹娄”、“沃沮”、“勿吉”、“靺鞨”等多个地方民族部落或政权。
渤海国在建国后受唐册封，唐王朝在黑水靺鞨居住地牡丹江流域置忽汗州，设忽汗都督府，亦称“渤海都督府”，册其首领为都督，封“渤海郡王”，史称“渤海王国”；其国人自称“靺鞨”、“靺鞨国”或“渤海国”。中国史籍《新唐書》称之为“海东盛国”。
渤海国所统治的领土在极盛期时，曾包括今嫩江至松花江河道一线以南的黑龙江省部分地区、吉林省大部、辽宁省、滨海边疆区的南半部以及朝鲜半岛北部。
渤海國有五個首都，包括上京龙泉府、東京龙原府、中京顯德府、南京南海府和西京鴨綠府；當中最大的龍泉府為五京之首，仿照唐朝都城长安形制营建，其遺址位于今中国黑龙江省宁安市渤海镇。自渤海国三世文王大钦茂时期起，龍泉曾两度成为渤海国都，先后长达160余年，也是当时中国东北地区最大城市及政治、经济、文化、军事及外交中心。
10世纪，渤海国被契丹辽太祖阿保机所灭，故地建附庸东丹国，但渤海人不断逃亡，最终在金朝兴起后融入同样为靺鞨后裔的女真统治集团。

## 国名
渤海国初名“振”（震），为大祚荣袭其父的大唐封爵“震国公”。而关于“震”的含义说法不一，比较通行的看法是认为取自周易震卦卦名，有人分析粟末靺鞨自隋朝就受到儒家文化影响很深，大祚荣更是熟知汉文经史，因此以地处东方而以震为国号。朝鲜学者朴时亨所著渤海史则认为“震”是威震四方之意，但武则天封“震国公”用威震四方之意几乎不可能。也有学者指出应该与乞四比羽被唐朝封为许国公一起考虑，并认为从音韵学上来说，“许”“震”可能为“靺鞨”的别称“肃慎”的谐音。“渤海国”名则来自于唐朝的“渤海郡王”封号。渤海國的疆域並未濱臨渤海，以“渤海”为封号，有人认为“渤海”是“靺鞨”的音近变音。

## 历史

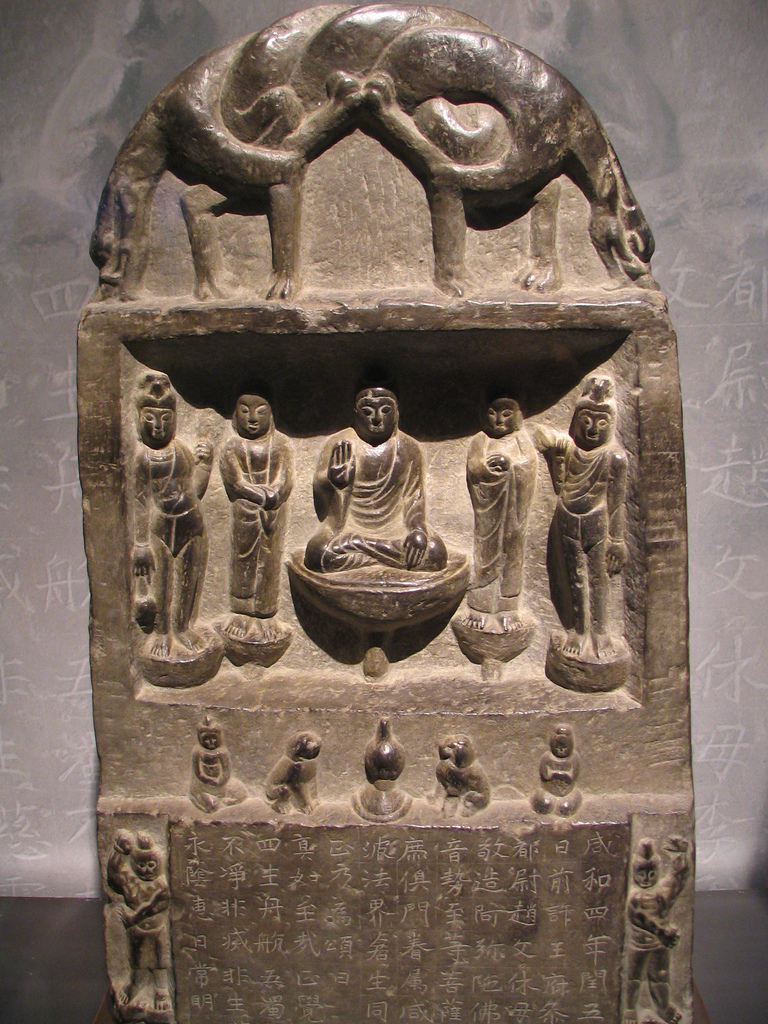
现藏于日本大原美术馆的渤海國咸和四年铭佛龛

### 迁徙与定居
最早记载勿吉粟末部的史书是《魏书》卷100《勿吉传》。当时的靺鞨刚从北方迁移至粟末江流域，与当时的南扶余人的君主制国家—高句丽（前37—668年）因争夺土地逐渐产生冲突，至晚在公元471年－476年以前，粟末部已与高句丽连年征战。至隋朝初年，粟末靺鞨在与高句丽的战争中逐渐处于劣势，因此粟末靺鞨人大多臣服于高句丽。不愿臣服于高句丽的8个粟末部落，在首领突地稽的率领下逃往辽河以西，被当时的隋文帝安置于辽西柳城与幽州昌平一带。
在隋与高句丽的战争中粟末靺鞨人也参加了对高句丽的征战。

### 高句麗末期
公元666年，唐高宗乾封元年，唐高宗派李勣和薛仁贵伐高句丽，臣属于高句丽的白山靺鞨部与粟末靺鞨部跟随高句丽对唐军进行了抵抗。
公元668年，唐高宗总章元年，高句丽灭亡。唐朝政府为了防止高句丽政权复辟，并有效控制高句丽遗民与临近靺鞨、契丹、奚、等部民，强行将“粟末靺鞨附高丽者”徙居辽西营州，高句丽治下的一部分粟末靺鞨人、白山靺鞨人被与高句丽遗民一同強行遷至营州（今辽宁朝阳）一带。而渤海高王大祚荣的父亲乞乞仲象（当时即为部落酋长）就在这部分粟末靺鞨人当中。乞乞仲象一家自668年被迁到营州到公元698年大祚荣率部众重新迁回“粟末故地”期间在营州生活了近30年，乞乞仲象之子大祚荣正是在这一时期出生并长大成人。

### 营州之乱
公元696年，武则天万岁通天元年，松漠都督府都督契丹人李尽忠以及其内兄孙万荣起义，反抗唐的统治。白水靺鞨酋长乞四比羽、粟末靺鞨酋长乞乞仲象也参与了此次反叛。
公元698年，武则天为安定东北边疆局势，在对契丹实行武力围剿的同时，对参加反唐的粟末靺鞨采用招抚政策，封白水靺鞨首领乞四比羽为许国公、粟末靺鞨首领乞乞仲象为震国公，赦免其反唐之罪。但是乞四比羽拒绝受封，被唐军追击杀死；乞乞仲象率部向东逃亡中病故。

### 震国建立
公元698年（武则天聖歷元年），乞乞仲象之子大祚荣代父率所部继续逃亡至东牟山，降周的契丹大将李楷固追击其至天门岭，被大祚荣击败，是為天门岭之战。大祚荣借此在粟末靺鞨与高句丽故地的忽汗州敖东城建国称王，以唐朝廷封其父为震国公之震国作国号，自称震王（亦作“振”），都旧国（今吉林省敦化市敖东城），史称“震国”或“靺鞨国”。

### 受封更名“渤海国”
大祚荣多次遣使向长安称臣，公元713年（唐玄宗先天二年）唐赐封大祚荣为“左骁卫大将军”、“渤海郡王”，令其统治所居之忽汗州，加封其为“忽汗州都督”。大祚荣自此将国名由“靺鞨”更改为“渤海”，以忽汗州（号上京龙泉府，今黑龙江省宁安市西南东京城）为上京，史称“渤海国”。
762年，君主开始獲唐朝册封为“渤海国王”。

### 隨唐制
公元738年（开元二十六年，大兴元年），渤海派遣使团入唐，前往长安，求写《大唐开元礼》，得到唐玄宗的允许，从此汉制唐礼正式传入渤海，此事件对渤海社会尤其是政治制度的影响巨大。在输入《大唐开元礼》之后，渤海贵族以唐礼为准绳，进一步建立起了以封建贵族等级制度为基础的社会秩序、以儒家思想为基础的道德规范，以及依据唐制建立的国家政治体制。

### 迁都
公元755年左右（天宝末年），文王大钦茂仿效唐的五京与都城制度，将渤海国都从“旧国”（今吉林省敦化市敖东城），迁徙到了上京龙泉府（今黑龙江省宁安县渤海镇），三十余年后，又将国都陆续迁至东京龙原府（今吉林省珲春八连城遗址），其间曾以中京显德府（今吉林省和龙西古城）作为国都。
渤海第五代成王大华玙，在公元794年至795年，将渤海国都从东京龙原府迁回上京龙泉府，直至渤海灭国。

### 扩张
大祚榮時期以粟末靺鞨、白山靺鞨為核心，力圖團結伯咄、安車骨等各部靺鞨。大武藝時期，渤海施行北進政策，尤其對黑水靺鞨的進攻，儘管一度受到挫折，但渤海的政權得到了鞏固，疆域擴大。
大武藝時期，由於渤海國受到唐朝，新羅和黑水靺鞨的包圍，大武藝採取遠交近攻的策略發生了唐與渤海國的戰爭，除了派使臣到突厥、契丹、新羅、日本，732年大武藝派張文休將軍攻打遼東城與玄菟城，將遼河西岸完全納入渤海的領土，接著跨海攻擊登州（山東半島北邊）
大欽茂時期，渤海終於實現了對拂涅靺鞨、鐵利靺鞨、越喜靺鞨、虞婁靺鞨的內部兼併。雖然沒有直接的文字記載，但史學界根據《冊府元龜》等記錄拂涅、鐵利、越喜、虞婁、黑水等靺鞨部落向唐王朝入貢的變化情況，做出了大致判斷。

### 灭亡
渤海国后期，国内民族矛盾日益尖锐，许多部落如黑水、铁利摆脱其统治，渤海国对地方的控制逐渐减弱，开始走向衰落。公元926年靺鞨国被辽朝（契丹）所灭后，其北部绝大部分领土被辽朝吞并，以其地为东丹国；一小部分南部领土则被高丽吞并。
渤海的灭亡是由于大契丹国的兴起，对渤海发动进攻。926年契丹灭了渤海后，先是建立起了东丹国，契丹太子耶律倍任东丹国人皇王，不过以貴族为首的渤海人民大张旗鼓亡命高丽，928年十二月，耶律德光升东丹的东平郡为辽国南京（今辽宁辽阳北），强行自天福城徙东丹人民充实东平郡，天福城遂空。天显五年（930年），耶律倍因受德光猜忌，逃奔后唐，东丹国名存实亡。東丹国灭亡以后，渤海人多次尝试复兴渤海国，但全部失敗，大部分渤海人被强制迁移到辽国境内其他州。
渤海灭亡后，许多渤海人民在渤海故地进行了复国运动，并建立起了后渤海、定安国和兴辽国等国家。但这些国家最终都被契丹所滅。
公元934年，渤海国末代王弟大某，联合南海府烈氏追击渤海国世子大光显。大光显率部民数万逃亡高麗。936年东丹国被辽兼并，同年烈氏一族的烈万华从南海府迁居鴨緑府。938年，烈万華建立定安国。
後渤海国灭亡后，一部分渤海人逃到高丽，留在高丽的渤海贵族后裔将姓改为“太”。

### 后继政权
- 称帝的政权
  - 兴辽 1029年-1030年
  - 大渤海（大元） 1116年
- 称王的政权
  - 定安国 938年-1003年
  - 兀惹（乌舍城渤海） 981年-996年之后
  - 日本学者日野开三郎在其著述《定安国考》中描述的后渤海
    - 渤海（后渤海）928年-976年
    - 渤海（大光显之势力） 930年-934年
    - 渤海（再兴渤海） 989年-1018年
- 其他渤海国遗民所建立政权
  - 大鸾河之势力 979年-984年

## 政治
渤海国官制仿唐而建，同唐一样实行“一准乎礼”的方针，“可毒夫”（又称圣王、基下）为国家元首，下设宣詔、中台、政堂三省以及忠、仁、义、智、礼、信六部。

### 三省
- 政堂省：當唐之尚書省，掌政令施行。長官為大內相，（當唐之尚書令）位在左右相上。下有左右司政（當唐之左右僕射），地位在左右平章事之上。又有左右二允，（當唐之尚書左右丞）分掌左右六司。
- 宣詔省：當唐之門下省，掌參議政事。長官正二品左相一人，佐官左平章事一人，屬官為侍中（當唐之門下侍郎），又有左常侍、（唐左散騎常侍）左諫議。（唐左諫議大夫）
- 中台省：當唐之中書省，掌擬定政令，審定決策。長官正二品右相一人（當唐之中書令），佐官右平章事一人（當唐之中書侍郎），又有詔誥舍人（當唐之中書舍人），掌草擬詔誥，員數不詳。

#### 六部
- 渤海亦設六部，各部以卿一人為長官，當唐之尚書，少卿二人佐之，當唐之侍郎。每部各統二司，以郎中為長官，轄員外郎若干人。
- 忠部：當唐之吏部，掌文官考課、銓敘、封賞等，下設忠部、爵部二司。
- 仁部：當唐之戶部，掌土地、錢糧、貢賦等，下設仁部、倉部二司。
- 義部：當唐之禮部，掌儀禮、祭祀、科舉等，下設義部、膳部二司。
- 以上忠、爵、仁、倉、義、膳六部司，為左六司。
- 智部：當唐之兵部，掌武官敘用、山川地理、軍器等，下設智部、戎部二司。
- 禮部：當唐之刑部，掌刑名、訟獄等，下設禮部、計部二司。
- 信部：當唐之工部，掌道路津濟、水利、營繕匠作等，下設信部、水部二司。
- 以上智、戎、禮、計、信、水六部司，為右六司。

#### 一台
- 中正台：當唐之御史台，掌糾劾官員。長官大中正一人。（當唐之御史大夫）

#### 七寺
- 殿中寺：當唐之殿中省，掌王膳食、服御、乘輿、起居等供奉之事，長官從三品大令一人（當唐之殿中監），佐官少令一人。
- 宗属寺：當唐之宗正寺，掌王之親屬名籍等，職員如殿中寺。
- 太常寺，掌禮儀祭祀之事，長官卿一人。
- 司賓寺：當唐之鸿胪寺，掌饗宴賓客、使節之事，長官卿一人。
- 大農寺：當唐之司农寺，掌倉庫、園池、田地之事，長官卿一人。
- 司藏寺：當唐之太府寺，掌財貨、廩藏、交易之事，長官令一人，佐官丞一人。
- 司膳寺：當唐之光禄寺，掌宮中膳饈、酒醴之事，長官令一人，佐官丞一人。

#### 一院
- 文籍院：當唐之祕書省，掌經籍圖書、撰寫碑志、祝文、祭文等，長官監一人，少監一人佐之。

#### 一監
- 冑子監：當唐之国子监，掌以儒學教習貴族學生，設監、掌各一人。（當唐之祭酒、司業）

#### 一局
- 巷伯局：當唐之內侍省，掌出納後宮啟令、宿衛、常侍等，長官為常侍，以宦官充之。

### 州縣
渤海國分为5京、15府、62州。
地方層級為府－州－縣，州以刺史為長官，縣則設丞。
渤海以國中五要邑為「五京」，分別是：
- 上京龍泉府（黑龍江省牡丹江市宁安市渤海鎮東京城），下轄龍州、湖州、渤州。
- 東京龍原府（吉林省延邊朝鮮族自治州珲春市八連城）
- 中京顯德府（吉林省延邊朝鮮族自治州和龙市，一說於今日敦化市）
- 南京南海府（朝鮮民主主義人民共和國清津市，一說在咸興市）
- 西京鴨綠府（吉林省白山市临江市，一說在朝鮮慈江道鴨綠江東岸）

其它府名有：
- 長嶺府：高句麗的故地，今樺甸縣。
- 扶餘府：扶餘的故地，今扶餘縣。
- 鄚頡府：扶餘的故地。
- 定理府：潘州附近。
- 安邊府：現在的雙鴨山、寶清、富錦一帶。
- 率賓府：绥芬河流域，現在的黑龍江省東寧縣
- 東平府：今鸡西市附近。
- 鐵利府：鐵嶺附近。
- 安遠府：越喜治附近。
- 懷遠府：黑河附近。
- 涑州：為獨奏州（不附属于府的州），在今吉林市附近。

## 外交

### 与唐的关系
成书于808年（唐德宗贞元十七年）的中国史籍《通典》卷一八六《勿吉》中记载“大唐盛化远被靺鞨国频使贡献。”
大祚榮接受了唐的冊封，成為了唐的一個羈縻州兼地方行政機構，同是又是地方的民族政權。和唐王朝即是中央與地方的關係，又是藩屬關係。渤海王室大氏集團為了加強和穩固渤海貴族集團的統治，加強自身實力，積極向唐學習，與中原交流，并輸入了唐的儒家經典、政治制度、典章制度以及經濟制度，輸入漢字，推動了渤海社會的發展。
渤海與唐也發生過武裝衝突，但時間短暫，規模不大。渤海国有向唐朝进贡的义务，史载渤海向唐朝进贡凡140余次。
渤海国与中原在文化、文字、行政上制度一致，可视为“车书本一家”。唐朝著名诗人温庭筠再送渤海国王子回国时曾赠诗：《送渤海王子归国》：“疆里虽重海，车书本一家。盛勋归旧国，佳句在中华。”

#### 大祚榮時期
公元705年，唐派遣侍御史張行岌前往旧国，招慰大祚榮，并考察震国国情。大祚荣对唐示好，并隨即派兒子大門藝随張行岌入唐抵达长安，唐朝廷留大門藝为宿衛。
公元713年（唐玄宗開元元年，高王十六年），唐玄宗谴使鸿胪寺卿崔忻，敕持节“宣劳靺鞨使”的名义，[2]从唐都长安出发到登州（今山东蓬莱）出海，由今旅顺口登陆，溯鸭渌江北上，到达渤海国旧国（今吉林省敦化市敖东城），册拜靺鞨首领大祚荣为“渤海郡王”（从一品）、“左骁卫员外大将军”（正三品）、，并以大祚荣统辖地区为忽汗州，加授其为忽汗州都督（正三品），从此，去渤海国“靺鞨”之号，专称“渤海”。[3]大祚荣亦再次派子前往長安，請求唐“就市交易”，“入寺禮拜”，得到了唐玄宗的允許。

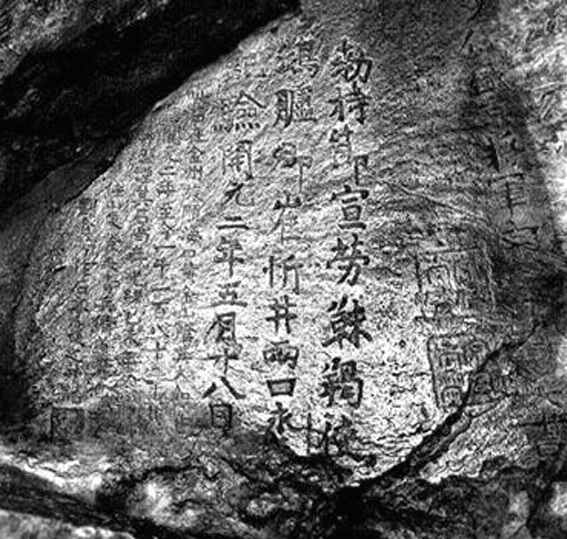
“唐鸿胪井刻石”黑白照，现保存于日本东京

公元714年（唐玄宗開元二年），大祚榮再次“令生徒六人”，入唐學習。鸿胪寺卿、宣劳靺鞨使崔忻册封使命完成后返回长安，路经辽东半岛南端都里镇(今中国辽宁旅顺)，为纪念册封渤海之行，崔忻于黄金山下凿井两口（史称“鸿胪井”），并刻石一块并題詞。刻石文字共二十九字，分三行自上而下自右向左书写：“敕持节宣劳靺鞨使鸿胪卿崔忻 井两口 永为记验 开元二年五月十八日。”史称“唐鸿胪井刻石”。

#### 大武藝時期
公元719年（唐玄宗七年三月，高王二十二年）大祚荣去世，唐玄宗于八月谴使册封大武艺为“左骁卫大将军”、“渤海郡王”、“忽汗州都督”。
渤海国第二任君主大武艺（在位时间：719-737年）虽然对内采用自己的年号，但与唐朝交往时仍然奉唐朝为宗主国。由于渤海国受到唐朝、新罗和黑水靺鞨的包围，大武艺采取远交近攻的策略。

##### 大门艺逃唐
公元726年（开元十四年，仁安七年），大武艺在突厥的支持下，派其弟大门艺以及任雅发兵攻打黑水靺鞨。曾在唐廷留侍宿卫的大门艺认为会惹怒唐朝廷，在阵前写信表示反对，大武艺改派大壹夏代替大门艺出征，并准备召回大门艺并将之杀害，大门艺得知命令后便逃亡唐朝，唐玄宗授予大门艺左骁卫将军。大武艺派遣马文軌、葱勿雅前往长安，向唐玄宗上表，表中历数大门艺罪状，请求唐玄宗诛杀大门艺，唐玄宗留下渤海使臣，派鸿胪少卿李道邃、李源复到渤海，告知唐不会杀大门艺，但已将其流亡岭南。但大门艺并未被流放的消息泄露，大武艺派人至长安指责唐廷：“大国示人以信，岂有欺诳之理，今门艺不向岭南，请仍诛之。”
唐玄宗处分了不能督察僚属以至于消息泄露的李道邃、李源复二人，又派崔寻挹至渤海，携国书对大武艺进行训谕。

##### 渤海犯唐 新罗援唐
公元732年（仁安十三年）九月，大武艺派将军张文休率领水军跨渤海湾进攻唐朝登州（山东蓬莱），杀死登州刺史韦俊。唐玄宗命令左领将军葛福顺发兵进讨。
公元733年（开元二十一年）正月，唐玄宗派大武艺之弟大门艺前往幽州征兵，从西路进兵讨伐大武艺。又派新罗王之侍子金思兰回国，动员新罗王金兴光发兵进攻渤海南部。唐玄宗敕谕新罗王的国书记载：“渤海靺鞨，外称藩翰，内怀狡狯。今欲出兵问罪，卿亦发兵，相为犄角。闻有旧将金庾信孙允中在，须差此人为将。”
新罗王金兴光遂命金允中、金允文等四位将军进伐渤海南境，正巧天寒雪大，山路险滑，士卒死伤过半，只好退兵。同时，葛福顺、大门艺所率的范阳兵进军西线也无进展。
后大武艺率兵进至马都山（山海关附近），唐平卢先锋乌承玼率领本营兵马，用石块堵塞道路，绵亘四百里，黑水靺鞨与室韦靺鞨派来五千靺鞨兵归其指挥，由此乌承玼击退了大武艺的进攻，渤海与唐的战争宣告结束。
但大武艺战后仍心怀怨恨，于同年派刺客在洛阳天津桥南行刺大门艺，大门艺与刺客搏斗，得以不死，刺客被唐廷捕杀。

##### 与唐修好
公元733年，突厥毗伽可汗去世，突厥内乱，势力迅速衰落，大武艺迫于形势，改与唐朝修好，向唐廷谴使上表谢罪，唐玄宗赐书招抚：“失道未远，迷复能徙，何其智也。……。既尽诚节，永固东藩，子孙百代，复何忧也。”
后突厥谴使渤海，约同攻打奚与契丹，大武艺为向唐示好，与突厥决裂，擒缚突厥使臣，并派大诚庆赴长安请命，唐玄宗不许，并回书对大武艺进行训谕。
之后的大武藝在位時期，渤海王廷派遣朝唐使二十三次，史載其“常習華風”。

#### 大欽茂時期
公元738年（唐開元二十六年，大興元年）渤海“譴使求寫《唐禮》（即《大唐開元禮》）及《三國志》、《晉書》、《三十六國春秋》（應為《三十國春秋》或《十六國春秋》，原文如此），许之。”即得到了唐的允許，并谴使内侍段守简前往旧国，册封大钦茂为渤海郡王、左骁卫大将军、忽汗州都督。《册府元龟》中保存了唐玄宗册封大钦茂的全文，要求其“长保忠信”。
公元762年（唐宝应元年，大兴二十五年），唐代宗册封大钦茂为“渤海国王”，加授检校太尉，后又加拜司空兼太尉。唐朝正式将渤海国由羁縻州府（忽汗州都督府，渤海郡王）升为属国。
文王大欽茂在位五十六年中，形成了向唐學習的高潮，唐先後四次冊封大欽茂，五次遣使渤海宣谕，大欽茂也派遣朝唐使四十九次。

#### 其它时期
渤海的康王大嵩璘、定王大元瑜、宣王大仁秀都被唐皇帝封为渤海国王。

### 与日本的关系
渤海国与日本外交关系亲密，文化、贸易交流频繁，日本为了联合力量对抗新罗，一度视渤海国为日本藩国，过从甚密。日本史料有时将渤海客称作“唐客”，将渤海大使称作“唐客”、“大唐使”或“唐客大使”，渤海在發給日本的國書中曾稱，他們恢復了高句麗的故土，具有扶餘的傳統，自稱“高麗國王”或“天孫”。
公元727年（日本神龟四年），渤海国为对抗唐朝和新罗，首次向日本派出使团，要求建立邦交关系。日本《扶桑略记》第六卷记载为“大唐使首领齐德入京”。日本朝廷官方的记录为“渤海郡王使首领高齐德等八人，来著出羽国”，“渤海郡王使”这个称谓应是渤海使节对出羽的地方官的自我介绍。日本出于牵制新罗的战略也希望与其和好，遂於728年派出首次遣渤海使，此後双方正式使节往来不断。
752年，發生日本遣唐使大伴古麻呂與新羅使者爭奪席次的事件。同年日本遣新羅使到達新羅後，被認為傲慢無禮，未得見新羅景德王而歸。759年日本太政大臣藤原仲麻呂計畫聯合渤海國，準備了軍船394艘和四萬零七百人的軍隊，準備遠征新羅，但此計畫因其與實際掌權的孝謙天皇不和及渤海方面情況有變等原因而流產。
8世纪中期以后，渤海国与唐朝的关系好转，因而渤海国对日关系开始转向以贸易为主，其关系一直持续到926年渤海国被辽国所灭为止。
公元771年（大兴四十一年），文王大钦茂派遣史都蒙从南海府吐号浦出发经对马岛访问日本。
公元873年（日本清和天皇贞观十五年）五月，出使大唐的渤海使团因遇风浪，漂流至日本萨摩国甑岛郡，渤海大使崔宗佐、大陈润陈书当地官员用汉字书写自陈书表明身份，但被当地官员怀疑为伪装成渤海人的新罗斥候。
公元883年，渤海使裴颋入日本国都，《扶桑略记》第二十卷时而记录为“渤海大使”、“唐客大使”；
公元908年，渤海大使裴璆一行入日本国都，《扶桑略记》第二十三卷记录为“渤海入觐大使”或“唐客大使”；
公元919年，渤海使裴璆第二次人日本国都，《扶桑略记》第二十四卷记录为“渤海客”、“唐客”。
公元929～930年，此时渤海为契丹所灭、改称东丹国，裴璆作为东丹国使出使日本，《扶桑略记》第二十四对此事亦有记载，称“唐客称东丹国使”。
靺鞨国一直与日本维持着很好的外交和商贸关系。靺鞨国曾34次派使团到日本。日本也曾13次派使团到靺鞨。

### 与朝鲜半岛的关系

#### 白山部臣服高句丽时期
渤海国立国前，靺鞨七部之一、分布于长白山及南脉盖马大山东西一带的白山靺鞨，曾长期臣服于高句丽。《旧唐书·靺鞨传》记载：“白山部素附于高丽（高句丽）”。朝鲜史书的《高丽史》则将“白山部”记录为“靺鞨”，高麗時代李承休的《帝王韻紀•東國郡王開國年代》中將渤海記述為韓國史。
朝鲜史书《三国史记》中也记载了在高句丽与新罗的战争、高句丽与百济以及高句丽与中原王朝的作战中，高丽曾调遣白山靺鞨参与作战，并将白山部统记为“靺鞨”。如：
- “长寿王五十六年（468年）春二月，（高句丽）王以靺鞨兵一万，攻取新罗悉直城”[34]
- “文咨明王十七年（507年）十月，王遣将高老与靺鞨谋，欲攻百济汉城，进屯于横屯下，百济出师逆战，乃退。”[35]
- “婴阳王九年（598年）王率靺鞨之众万余侵辽西，营州总管韦冲击退之。”[36]
- “宝藏王四年（645年），唐太宗亲征辽东，进围安市城，高句丽派遣北部耨萨高延寿、南部耨萨高惠真帅我兵及靺鞨兵十五万救安市。”[37]

公元668年，唐高宗总章元年，唐灭高句丽，并将“粟末靺鞨附高丽者”徙居辽西营州，高句丽治下的一部分粟末靺鞨人、白山靺鞨人被与高句丽遗民一同移居安置在营州（今辽宁朝阳）一带。

#### 新罗圣德王时期
公元732年（仁安十三年）九月，大武艺派张文休跨渤海海峡进攻唐朝登州（山东蓬莱），733年，唐玄宗命新罗王之侍子金思兰返回新罗，动员新罗王金兴光发兵进攻渤海南部。唐玄宗向金兴光表示：“奇功若有所成，重赏更何所爱。”新罗王金兴光遂命金允中、金允文等四将率兵进击渤海南境，由于大雪，士卒死者过半，无功而还。
战争结束后，唐玄宗为了犒赏新罗出兵援唐伐渤海，将浿江（大同江）以南之地划给了新罗，新罗从此积极向北推进。
公元748年（新罗景德王七年大兴十一年）新罗设置大谷城等十四郡县，与渤海南境接壤，构成了对渤海边境的威胁。此举得到了唐的支持，在唐玄宗的《敕新罗都护金兴光书》中，唐玄宗明确表明：“近又得（金）思兰表，称知卿欲于浿江置戍，既当渤海冲要，又与禄山相望，仍有远图，固是长策。……，警寇安边，有何不可，处置讫，因使以闻。”

#### 其他时期
渤海国第三代君主大欽茂（在位时间737-793年）大大扩展了渤海的疆土北到松花江，西到辽东半岛。在他在位期间，渤海与新罗建立起了稳固的贸易关系。755年，大欽茂定都位于牡丹江镜泊湖附近的上京龙泉府，以加强对靺鞨国诸靺鞨人民的管理。大欽茂还仿效唐的国子监建立了胄子监。
渤海国第十代君主大仁秀（在位时间818-839年），在位期间，渤海国的领土已包括朝鲜半岛北部，以及今天嫩江—松花江一线以南的中国东北部和俄罗斯滨海边疆区南部。其间，新罗国势衰微，靺鞨国的壮大迫使新罗在与渤海的边境上开始修建“浿江长城”三百里，并增加驻兵防备渤海。

### 与突厥的关系
公元699年（圣历二年），大祚荣刚刚立足忽汗河（牡丹江）一带，慑于西面东突厥势力的强大，向与唐为敌的突厥谴使修好，建立了外交关系。
公元711年，东突厥默缀可汗请唐和亲，向唐称臣，受唐册封，此时武则天已经去世，唐朝廷遣使招慰大祚荣。大祚荣一面与东突厥维持友好关系，一面接受唐的招慰。

### 与靺鞨其余各部的关系
《新唐書》卷二一九《黑水靺鞨傳》記載，在渤海國興盛后，拂涅靺鞨、鐵利靺鞨、越喜靺鞨、黑水靺鞨等靺鞨其餘各部“皆役屬之”，不再向唐朝貢。对照《冊府元龜》《唐會要》等唐官方資料的記載：拂涅靺鞨、铁利靺鞨、越喜靺鞨、黑水靺鞨从开元二年（公元714年，高王十七年）起曾多次，或独立或联合地，向唐王朝入贡，有时和渤海国使同年同月抵达长安。这些资料表明，在渤海国初期，拂涅、铁利、越喜、黑水等靺鞨部落仍是独立的部落力量，但某些方面可能受到渤海的控制，因此才会出现与渤海国同年同月入唐朝贡的情况。
公元741年（开元二十九年）突厥被回纥瓦解，渤海国向北扩张的障碍减小，大钦茂开始积极兼并靺鞨各部。

#### 黑水靺鞨
公元726年（开元十四年）唐在黑水靺鞨部落地区设立黑水都督府，同年，大武艺在突厥的支持下进攻黑水靺鞨，兵进登州，抵马都山，影响了靺鞨各部对唐的朝贡。
其后黑水靺鞨一直处于渤海国的控制之下，直到公元912年（后梁乾化二年、諲譔六年）渤海势力衰微，黑水靺鞨部才再度向中原王朝入贡。

#### 拂涅靺鞨
根据《冊府元龜》记载，拂涅靺鞨最后一次入唐朝贡时间为公元741年（开元二十九年）。自此后，史料中不再有拂涅靺鞨入唐朝贡的记载，说明公元741年之后大钦茂吞并了拂涅靺鞨。
渤海统一拂涅靺鞨后，在其部落地区设置东平府进行管辖。

#### 铁利靺鞨
根据《冊府元龜》记载，铁利靺鞨最后一次入唐朝贡时间为开元二十八年（公元740年），自此后，史料中不再有铁利靺鞨入唐朝贡的记载。
日本史料《续日本纪》卷十八记载：公元746年（天平八年，天宝五年，大兴九年），“渤海人及鐵利，惣一千一百餘，慕化來朝，安置出羽國，給衣糧放還。”根据以上史料，可以判断出公元746年时，铁利靺鞨部已被渤海吞并，因此才会出现人数众多的出走逃徙。
渤海统一铁利靺鞨后，在其部落地区设置铁利府进行管辖。

#### 越喜靺鞨
越喜靺鞨最后两次入唐朝贡时间分别为公元741年（开元二十九年）与公元802年（唐德宗贞元十八年，康王正历八年），自此后，史料中不再有越喜靺鞨入唐朝贡的记载。根据以上史料分析，宣王大仁秀时期吞并了越喜靺鞨，于越喜靺鞨地设置怀远府与安边府进行管辖。

#### 虞娄靺鞨
约公元741年至公元745年之间，大钦茂吞并了虞娄靺鞨，将虞娄靺鞨地划至定理府、安远府管辖。

## 經濟
渤海的社會經濟發展是不平衡的，發達地區已是封建經濟，但在邊遠地區，仍處於原始社會末期或向奴隸社會過度的階段。
渤海国的中部為農業和漁獵區。大體包括上京、中京、東京、南京一帶，畜牧業發達。西部与南部主要为农业区。东部的核心地带为农业与渔猎畜牧相结合的地区。北部居民主要从事渔猎与畜牧业，农业在部分地区有一定的发展。
从大祚荣建国，到大钦茂执政，由于铁器的普遍应用，社会生产力开始提高，加之政局稳定，对外交流加强，所以渤海国的社会经济在这段期间内得到了迅速的恢复与发展，经济逐漸繁荣，并在九世纪达到了最高峰。

### 种植业
渤海国的农业主要分布在西部松嫩平原、松花江流域的扶余府、鄚颉府、长岭府、涑州，西南部的鸭渌府和上京、中京、东京以及率宾府，南部的南海府。
渤海的农作物见于记载的有粟、麦、穄、豆、稻等，豆类作物在渤海的农业中，占据相当位置，栅城（珲春）以大豆做豉（豆的酿造物），远近驰名。渤海国水源充足、土地肥沃的平原与山间谷地会被种植水稻，卢城（和龙一带）是当时主要的水稻产区，直到今天依然如此。此外，葵菜的种植、丸都（集安）的李以及乐游的梨也都有史籍记载。

### 纺织业
渤海国因为气候寒冷，地产麻、毛和柞蚕丝，因此主要生产麻织品以及柞蚕丝织品。
渤海国种植苧麻，用以织布。苧麻的种植与纺织在靺鞨人、高丽人社会有着悠久的传统，渤海人在此基础上又有了发展，使麻布有了粗麻与细麻之分。渤海国曾派裴璆贡细布于后唐，亦以细白布与契丹交易。

### 制陶业
随着大规模修筑京、府、州、县城池，以及人口增长伴随着的建房的需求，在原有的基础上，在吸收了唐的陶瓷生产技术后，渤海国的制陶业日益扩大，技术提高，产品质量发展很快。

### 矿冶业

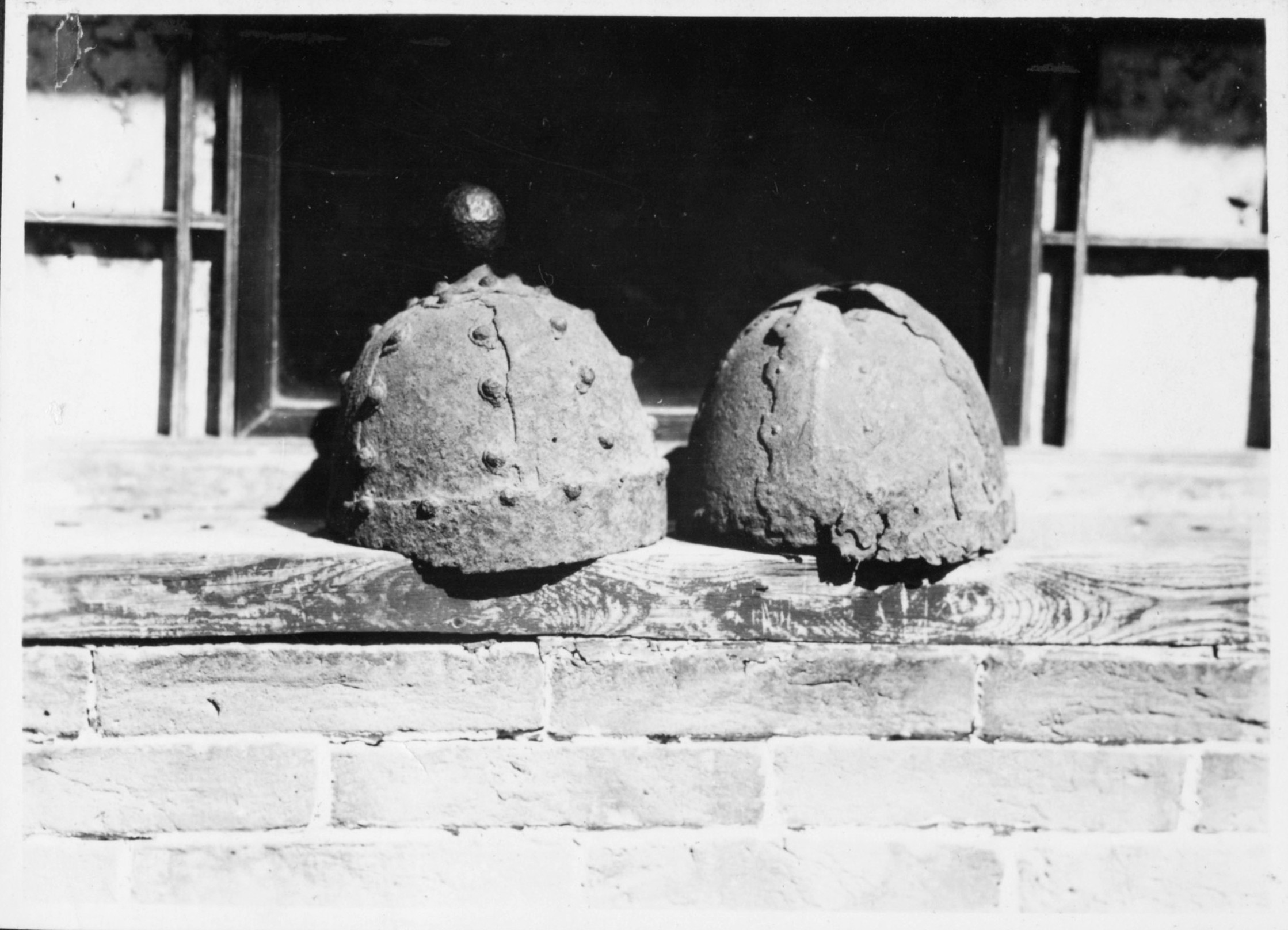
1930年代出土鐵甲

渤海国的矿冶生产，据目前所知有铁、铜、金、银等。
在渤海国境内的遗址与墓葬中出土了相当数量的铁器。渤海国的产铁地点文献记载并不多，已知的有中京显德府铁州辖属的位城（今朝鲜咸镜北道茂山一带）。铁利府也以产铁闻名。史载辽灭渤海后，渤海国的冶铁匠人，被大量迁往契丹境内，宋王曾目睹渤海人在柳河馆冶铁：“柳河馆，河在馆旁，西北有冶铁，多渤海人所居，就河漉沙石，炼得成铁。”

### 造船业
渤海人的祖先挹娄人善于航海，渤海人继承了这个传统。
渤海在立国的二百二十九年中，先后向唐、后梁、后唐入贡143次，每次使者数十人，最多时120人。从朝贡道，出鸭绿江口，扬帆出海，渡过渤海海峡，取道登州，前往洛阳、长安。渤海曾聘问日本34次，主要从盐州（今俄罗斯克拉斯基诺）出发，乘船渡过日本海，在日本越前、能登、加贺等地登陆，每次使团100人以上，有时达359人，最多时多达一千余人。这样大规模的远航，反映了渤海国具有发达的造船实力。

### 畜牧业
渤海大量饲养猪、马、牛、羊。其中猪生产于渤海全国，以扶余故地鄚颉府的产猪最为盛名。马在渤海饲养的家畜中，地位最为重要，遍及渤海全国。武力扩张与经济发展也推动了养马业的兴盛，出现了率宾府这样的著名养马区。《渤海国志长编》中《食货考》记载，公元730年（开元十八年，仁安十一年），渤海入唐，贡马匹三十匹，后再献马三十匹。

## 交通
渤海的主要交通干线有五条，分别是：鸭渌~朝贡道、长岭~营州道、扶余~契丹道、龙原~日本道、南海~新罗道。

### 鸭渌~朝贡道
是从渤海旧国（吉林敦化）、上京龙泉府（吉林宁安渤海镇）、中京显德府、东京龙原府经鸭渌江，渡海抵登州，前往唐都长安的朝贡道。
这是一条前段陆路、后段以水路为主、联结渤海与唐的主要交通干线。

#### 陆路
路线一：上京龙泉府——旧国——大蒲柴河——抚松——西京鸭渌府神州（临江镇）——乘船；
路线二：上京龙泉府——汪清嘎呀河——延吉——龙井——中京显德府——安图——大蒲柴河——西京鸭渌府神州——乘船；
路线三：东京龙原府——沿图们江——翻南岗山脉——沿布尔哈通河——延吉——龙井——中京显德府——安图——大蒲柴河——抚松——西京鸭渌府神州——乘船；

#### 水路
西京鸭渌府神州——桓州——泊汋口——东行过乌骨江（今鸭绿江支流爱河）——石人汪——杏花浦——桃花浦——青泥浦——都里镇——横渡乌湖海（渤海海峡）——乌湖岛——末岛——歆岛——龟岛——大谢岛（今山东庙岛列岛诸岛）——登州（山东蓬莱）登岸前往长安。
唐摄鸿胪卿、宣劳靺鞨使崔忻册封大祚荣后于开元二年（公元714年）从旧国返回长安途中，经过辽东半岛南端的旅顺黄金山麓，凿井两口题记留念，成为了这条朝贡道的历史物证。

### 长岭~营州道
营州（今辽宁朝阳），唐平卢节度使驻地，代表唐朝廷管理渤海。渤海使者，由上京龙泉府（宁安渤海镇），经旧国（敦化），取道长岭府，经过现在的桦甸、辉南、海龙、抵达盖牟、新城（今辽宁抚顺），然后经过现在的沈阳——黑山——北镇——义县（燕郡城），到达营州，再由营州越过古北口前往唐都长安。这是一条直通唐都长安的陆路交通干道，但在契丹、突厥以及安史之乱的多次遮断时，渤海与唐的使臣只好转而选择“鸭渌——朝贡道”了。

### 扶余~契丹道
由渤海出发前往西面的契丹，必须经过渤海西部的扶余府。扶余府治为今天的农安。渤海的契丹道，大体从上京龙泉府出发，西越张广才岭至扶余府，再经现在的长岭、通辽、开鲁、天山，抵达契丹的都城临潢。

### 龙原~日本道
这是渤海赴日本的交通路，可分为陆路、海路两段。

#### 陆路
可分为前后两个时期：
- 前期（公元698年~公元755年）：从渤海旧国（敖东城）出发，经和龙、延吉到达珲春，然后出海。
- 后期（公元755年~公元926年）：大钦茂于公元755年迁都上京，公元785年起又开始逐步迁都东京；公元794年大华玙迁回上京。于是该道是从上京龙泉府出发，经过现在的汪清、图们，进入珲春，抵达东京龙原府。龙原府是渤海使者出访日本的基地。从龙原府出发，向东南传过长岭子山口，到达波谢特湾的毛口崴（也称摩阔崴，俄名波西耶特，古属渤海国盐州地界，今俄罗斯克拉斯基诺），由此出海。

#### 海路
- 海路一：由盐州出港，向东南横渡日本海，到达日本本州的越前、能登、加贺（今福井、石川）
- 海路二：由盐州出港，沿朝鲜半岛东南海岸南行，抵达日本九州的筑紫一带。

### 南海~新罗道
此线系《新唐书·渤海传》所载“南海，新罗道也”,即由渤海王城忽汗城（黑龙江省宁安市渤海镇“上京龙泉府遗址”）,南行经由东京龙原府（八连城）、南京南海府(朝鲜咸镜南道北青郡“青海土城遗址”)，再由海路南下，通向朝鲜半岛新罗国的交通道路。

## 文化
從出土的遺址發現繼承了部分高句麗的文化，例如：在宮殿遺址發現有火炕的裝置，寺院遺址與紫苑舊址發現瓦當、塼、建材、石佛、石燈、石獅等，其中有高句麗式的橫穴式石槨墳。

### 儒学
渤海国积极地学习唐的文化，其中盛行于唐的儒学，成了渤海学习、输入唐文化的中心内容。公元738年大钦茂派遣使臣入唐求写唐礼、汉书、晋书、十六国春秋等经典。大批使臣与留学生在唐学习唐文化与制度，并带回渤海诸多唐文化典籍，成为儒家思想的积极传播者。
渤海国掌管行政最高机关政堂省的六部，均以“忠、仁、义、礼、智、信”命名。渤海国设胄子监，“胄子”一词即出自《尚书》，胄子监相当于唐的国子监，掌管儒学、训导之事，接受王公贵族子弟入学，进行儒学教育。
清代张贲《白云集》记载，上京掘地得一块石碑，碑上刻“下瞰台城，儒生盛于东观，十字，皆汉文，字画庄楷，盖国学碑也。想象当时建国荒漠，重学崇儒如是。”
根据渤海贞孝公主墓墓志记载，渤海国将国王歌颂为“人均乾坤、明齐日月、立极握机、明赏慎罚之圣主”，并要求公主“敦诗悦礼、孝惠贞淑、六行孔备、三从是亮，”显示儒家思想当时为渤海国社会的主流思想。

### 文学
渤海深受唐代文化的影响，但存世作品数目有限，其与日本来往频繁，留下诸多文字记录。
渤海贵族文人撰写的书表狀牒，一般都是唐初流行的骈体文，体式符合要求，对仗工整，叙事层次清楚，状物传神，文笔流畅，虽然是应用文章，但和唐王朝同期同类文章相比，还是相差无几的。
《日本逸使》、《日本后纪》、《续日本纪》、《三代实录》等文献中，记载有诸多渤海日本两国之间的国书。如：《武王致日本圣武天皇书》、《文王致日本圣武天皇书》、《文王致日本淳仁天皇书》、《康王致日本桓武天皇告国丧书》、《康王致日本恒武天皇书（正历四年）》、《定王致日本嵯峨天皇书》、《王彝震致日本仁明天皇书》、《王玄锡致日本清和天皇书》、《王玄锡致日本阳成天皇书》等。
南宋洪皓的《松漠纪闻》中记载有渤海国的贺正表。牒笺方面，目前有记载的有历年的《中台省致日本牒》、《中台省致日本太政官牒》等；

#### 诗歌
诗歌方面，日本的《经国集》、《文华秀丽集》、《入唐求法巡礼行记》中保存有渤海人汉诗九首。分别是：杨泰师的《夜听擣衣诗》、《奉和纪朝臣公咏雪诗》，王孝廉的《奉敕陪内宴》、《春日对雨得晴字》、《在边亭赋得山花戏寄两领客使并滋三》、《和坂领客对月思乡之作》、《出云州书情寄两敕使》，以及释贞素在唐题诗一首《哭日本国内供奉大德灵仙和尚诗并序》。

##### 杨泰师
杨泰师官至归德将军，渤海文王大兴二十二年（唐肃宗乾元二年）曾作爲聘日副大使出使日本。
《夜听捣衣》

霜天月照夜河明，客子思归别有情。
厌坐长宵愁欲死，忽闻邻女捣衣声。
声来断续因风至，夜久星低无暂止。
自从别国不相闻，今在他乡听相似。
不知彩杵重将轻，不悉青砧平不平。
遥怜体弱多香汗，预识更深劳玉腕。
为当欲救客衣单，为复先愁闺阁寒。
虽忘容仪难可问，不知遥意怨无端。
寄异土兮无新识，想同心兮长叹息。
此时独自闺中闻，此夜谁知明眸缩。
忆忆兮心已悬， 重闻兮不可穿。
即将因梦寻声去，只为愁多不得眠。

《奉和紀朝臣公咏雪詩》
昨夜龍雲上，今朝鶴雪新。
祇看花發樹，不聽鳥驚春。
迴影疑神女，高歌似郢人。
幽蘭難可繼，更欲效而嚬。

##### 王孝廉
王孝廉，当元和、长庆间，曾爲渤海王大使聘日。归途覆舟，溺海而卒，诗五首，皆在日本时作。日僧空海有《伤渤海国大使王孝廉中途物故》诗句，日本人阪上今继有《和渤海大使见寄之作》，可以参阅。
《奉敕陪内宴》
海國來朝自遠方，百年一醉謁天裳。
日宮座外何攸見，五色雲飛萬歲光。

《春日對雨得情字》
主人開宴在邊聽，客醉如泥等上京。
疑是雨師知聖意，甘滋芳潤灑羈情。

《在邊亭賦得山花戲寄兩領客使並滋三》
芳樹春色色甚明，初開似笑聽無聲。
主人每日專攀盡，殘片何時贈客情？

《和坂領客對月思鄉之作》
寂寂朱明夜，團團白月輪。
幾山明影徹，萬象水天新。
棄妾看生悵，羈情對動神。
誰云千里隔，能照兩鄉人。

《出雲州書情寄兩敕使》
南風海路連歸思，北雁長天引旅情。
賴有鏘鏘雙鳯伴，莫愁多日住邊亭。

##### 贞素
晚唐时期渤海僧。长庆间，曾爲日本国入唐求法僧灵仙东渡答谢。大和二年回，诣灵境寺复命，时灵仙已先卒。贞素哭之以诗云。
《哭日本國內供奉大德靈仙和尚詩（幷序）》
不航塵心淚自涓，
情因法眼奄幽泉。
明朝儻問滄波客，
的說遺鞋白足還。

### 书法
渤海贞孝公主墓墓志序文的体式为正楷，遒劲有力，造诣深厚。

### 绘画
渤海国目前在绘画方面的出土数量有限，大致上可以分为两个研究阶段：
第一个阶段在1980年以前，这个阶段发现的墓葬中涉及渤海国绘画作品的，只有龙河南屯渤海墓葬、上京龙泉府周围墓葬等，这些绘画作品多为忍冬花纹、卷云纹及花草图案，形式比较单调。
第二个阶段在1980年以后，一些出土的墓葬中开始出现了更多渤海国的绘画作品，其中比较典型的就是1980年发现的贞孝公主墓壁画，在这个壁画里面，完整的人物形象得到了很好的展现，这在以往是无法想象的。在这个墓葬中，四壁加起来共有12幅画，皆为人物彩绘，其中包含的人物也很丰富，不但包括仗剑、执挝、佩内弓的武士以及手持乐器的乐伎，还有内侍以及公主的其他一些下人。画工门以写实的手法，运用流畅的线条、明丽的色彩，勾勒出了富有立体感与运动感的侍卫形象。作画技法取铁线描，先用墨线勾勒轮廓，然后涂染各种颜色，最后用墨笔勾画。通过壁画可以看到当时渤海绘匠不仅工于松石，而且擅长人物、花卉和禽兽。
后来在上京龙泉府发现的三灵坟壁画，在画面上绘有团花花卉图案，利用的绘画手法为勾线填染法。在这个时期，以往天赋神权的创作思想已经发生了改变，真实的花乌等逐渐被用在绘画写生中，充满了自由、丰满、肥硕的唐代绘画风格。
《海东绎史》渤海条引《书史会要》记载了一位名为大简之的渤海画家：“大简之，渤海人画家，工松石小景”。

### 音乐
在渤海贞孝公主墓的壁画中，存有弹奏拍板、箜篌和琵琶的乐伎形象。根据《金史·乐志》记载，渤海“有渤海乐”，且渤海乐不仅传入中原，而且传入了日本。

### 舞蹈
宋代王曾，曾在《王沂公行程录》中描述了在柳河馆附近看到渤海人集体跳“踏鎚舞”的情景：“渤海俗，每歲時聚會作樂，先命善歌善舞者，數輩前行，士兵相隨，更相唱和，迴旋婉轉，號曰‘踏鎚’。”

## 宗教

### 佛教

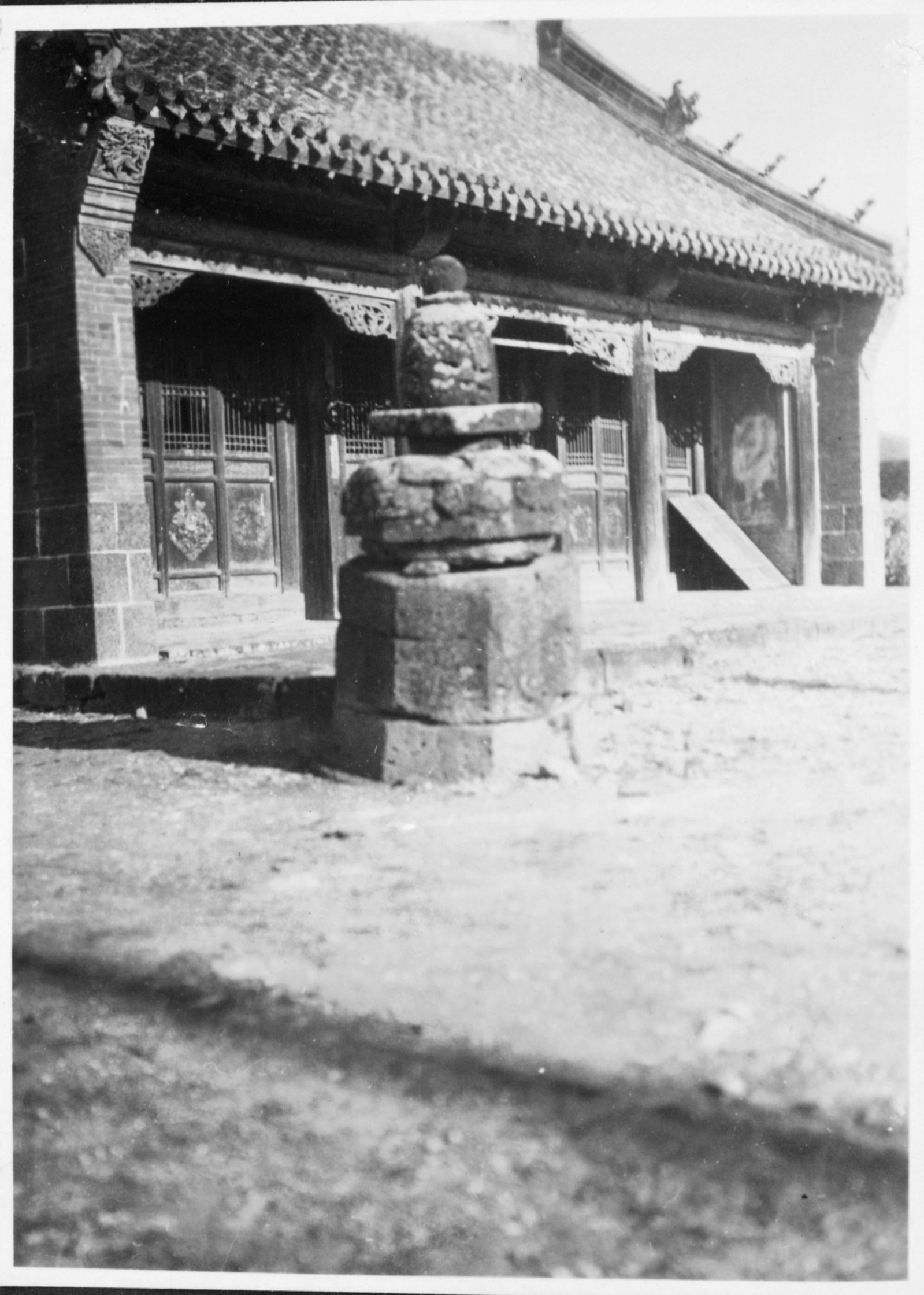
1930年代，渤海國東京城寺廟遺跡

渤海国境内高句丽故地鸭渌府一带的佛教于公元372年由前秦传入，并得到迅速发展。大祚荣建国后于公元714年（开元二年）派遣渤海王子入长安，请求入寺礼拜。第三代渤海王大钦茂的尊号也是效仿武则天崇佛尊号的“孝感金轮圣法大王”。
渤海为了弘扬佛法，兴建诸多寺院，在上京地区可以确定的佛寺有十处。除了佛寺，渤海也兴建佛塔，直至今日，渤海塔仍然屹立在目前的吉林省长白县，黑龙江宁安渤海镇南大庙也保存有完好的渤海石灯幢。
渤海虽然没有留下佛教的典籍，但在上京龙泉府遗址、珲春八连城遗址、和龙等地均出土了相当数量的佛教文物。

### 萨满教
在渤海国较边远的广大地区，渤海人民之中流行着萨满教。渤海人通过萨满祈求神灵的保护，祛病祈福，驱灾辟邪。

## 社会习俗

### 婚姻
渤海在立国前存在“抢婚”旧俗，立国后施行严格的一夫一妻制度，男方不纳妾，女性拥有一定地位。《松漠纪闻》记载：“（渤海）婦人皆悍妒。大氏與他姓相結為十姊妹，迭幾查其夫，不容側室。及他游，聞則必謀置毒，死其所愛。一夫有所犯，而妻不知覺，九人則群聚而垢之，爭以忌妒相夸。故契丹、女真諸國皆有女娼，而其良人皆有小婦、侍婢，唯渤海無之。”即，为坚持一夫一妻制，妻子们自愿组织起来，结成十姐妹联盟，互相监督联盟内每一个人的丈夫，共同捍卫联盟内各自婚姻，采取的是简单残忍的报复手段——“聞則必謀置毒，死其所愛”。

### 丧葬
参考条目：渤海贞孝公主墓
从目前的考古发掘来看，渤海墓葬大体上包含五种形制，分别是：
- 土坑封土墓
- 石圹封土墓
- 石棺封土墓
- 石室封土墓
- 砖室石顶封土墓：埋葬方式包括木棺葬、火葬、合葬、二次葬。

### 姓氏
渤海国人名绝大多数源自于康王大嵩磷时期，并逐渐呈现汉化趋势，而且自定王大元瑜时期起，靺鞨族人名的音译现象越来越少，并逐渐被“姓+名”的汉化姓名取代。
渤海國姓氏，除王族大氏而外，還有高、張、楊、竇、烏、李等右姓，以及幾與漢族姓氏相通的所謂庶姓。從渤海民族姓氏構成及其發展演變過程可以看出，渤海是一個多元性民族，渤海姓氏，是渤海接受中原文化，渤海民俗文化漢化後在姓氏文化上的反映。渤海姓氏文化同中原一樣在一定歷史時期內對國家的政治、經濟、文化都曾產生過重要影響。

#### 渤海望族大姓
- 渤海大氏：大氏集团位居国王与望族，是渤海的最高统治者。[46]大氏移居中原的印記，可以從山东省潍坊市的寿光市內至今仍存在的大家洼镇看出來。移居新羅的則改姓太氏。
- 渤海高氏：高氏是继王室之后的第一大姓，其族人有不少在唐朝政府做官。[47]《渤海国志长编》记述了高仁、高齐德、高宝英、高模翰、高永昌等文官武将士庶遗裔五十六人。[2]有學者認為渤海右大姓高氏为高句丽王族[48]。
- 渤海张氏：史载渤海张氏有大将张文休、文臣张仙寿、遗裔张浩等二十一人，可能出自高句丽。
- 渤海杨氏：《渤海国志长编》记载杨氏有杨承庆、杨朴等九人。《契丹国志》、《大金国志》皆指出杨朴为铁州渤海人，铁州为中京显德府下辖州，史学界故推断杨氏应是靺鞨人。
- 渤海贺氏：对渤海姓氏做出描述的《松漠纪闻》（南宋洪皓著）所记载的渤海窦氏未见其他记载，史学界认为有可能是将贺姓误记为窦氏。贺氏见于文献记载的有贺福延、贺守谦等。
- 渤海乌氏：见于记载的有乌借芝蒙、乌炤度、乌玄明、乌昭庆等十一人，为渤海国的靺鞨望族，乌玄明在宋辽时期曾建定安国。
- 渤海李氏：《渤海国志长编》记载了李姓者十六人，有李尽彦、李居正、李承英、李英德等。

#### 其他姓氏
除了右姓望族，渤海还有一般贵族，见于记载的有四十九个姓氏：“王、任、馬、馮、呂、裴、崔、邱、慕、郭、木、史、辛、解、趙、劉、朱、衛、吳、洪、林、申、夏、梁、羅、文、安、朴、胥、茹、卯、門、隱、周、列、公、多、聿、受、智、壹、蔥、古、阿、達、冒、謁。”
这些姓氏包括渤海国内各个部族与民族，而非靺鞨一族。王氏可能出自汉族，朴氏、崔氏可能出自新罗，也有部分出自高句丽，多数是靺鞨姓氏，如茹、聿、智、多、已、慕、蔥、公、古、阿、冒、謁等。

### 名字
除姓氏之外，又有諸多常用名，如舍那婁、味勃計、德周、菸夫須計、薩五德等。
靺鞨名字尾字中“德”“蒙”二字頻繁出現，如高齊德、謁德、胥要德、辛文德、慕盛德，如木智蒙、已珍蒙、烏借芝蒙、史都蒙、慕施蒙等。
其它人名包括：失阿利、乌那打利、味勃价、取珍、多罗、陀失、葱忽雅、迪乌、首乙分、冒豆干、挞不野、阿密古、所乙史 等等。

## 建筑
渤海国的建筑形式多为唐制，规模是庞大宏敞的，建筑技术也具有比较高的水平。渤海国建筑主要有两种形制，一种形制是居住建筑，另外一种形制是寝殿建筑。两者之间存在着诸多的相同之处，但是寝殿建筑照比前者来说，有着更多的优点，该形制在平面功能的布局以及木结构所采用的技术上，都要比居住建筑完善很多。寝殿建筑通常在同一台基上进行建设，在平面上呈现出长方形的形状，通常设置为两个房间或者三个房间，东室与西室具有相同的宽度，是建筑的主要居室，中室通常宽度很窄。建筑一共具有三个出入口，分别设置在东西两室南面与中室北面。

### 居住建筑
居住建筑通常选取的方式为半穴式，主要提供给平民百姓居住使用；

### 寝殿建筑
寝殿建筑选用的建筑形制则是地面式，主要提供给渤海国的贵族与统治阶级居住使用。其中寝殿建筑按照建筑形状还分为“工”字殿与“十”字形廊庞。

#### “工”字殿
在历代的建筑著作中，“工”字殿常常被称作“玄室”或者“旋室”。中国学者郭沫若对此的理解是：“即‘玄’字，乃‘漩’之初文，象形。”渤海宫城广泛使用的建筑形制就是这种“工”字殿。其中“玄室”作平面观，呈现出葫芦的形状，也就是“工”字形的平面建筑，这种造型极其常见，如果按照符号学知识来分析，在当时属于古代生殖崇拜的范畴。

#### “十”字形廊庞
在渤海建筑中，由“工”字殿的基础上还衍生出了“十”字形宫殿建筑，渤海国宫城中轴线上就设立了“十”字形廊，把左右宫殿连在了一起，这样就出现了类似于“王”字形的平面，从平面构图角度来说，可以算是“工”字殿的一种变化形式。
公元755年，大钦茂移都上京，仿效唐朝建立了五京与京府州县制度。政令之下兴修土木，大批的城邑拔地而起。这些城邑的建设，尤其是上京、中京的城市构造，仿效了唐长安城，建筑的风格与工艺也是唐的标准。其中，上京城分为外郭城、皇城（又称内城，在当地目前百姓中，又称为“八连城”或“半拉城”）与宫城，城周37里，就规模而论，可以说是当时亚洲第二大城市。而中京显德府遗址，与龙西古城、东京龙原府遗址（珲春八连城），在规划布局上都与上京基本相似，分为外郭城、皇城与宫城。

## 民族

### 民族构成
渤海國是一个多民族国家，其民族构成是复杂且多元化的，随着渤海国疆域的变迁，民族内涵也随之变化。渤海建國時粟末靺鞨（屬於「粟末靺鞨附高句麗者」）和高句麗國遺民發揮了重要作用，共同成為統治階級，其他的靺鞨人（伯咄、安車骨、拂涅、白山等四部）以及其他少数民族成為了被統治階級。
在大部分时间里，渤海国是一個由靺鞨民族、高句麗遺民、汉人、契丹人和奚人等族人組成的國家，他们共同组成了渤海民族。历史相关文献记载，渤海民族最早形成时间大约是在“武周代唐”前后，即公元七世纪末，并且是由以下三个集团构成：
1. 乞乞仲象所统治的靺鞨集团；
2. 乞四比羽所统治的靺鞨集团；
3. 高句丽遗民。

### 主体民族
時至今日，东亚各国对于渤海国的主体民族历来有不同的看法，这些历史看法也随着历史研究而不断变化。

### 靺鞨族說
東亞諸多史籍中，關於渤海國民族成份，多記載渤海國的主体民族為靺鞨族人，包括粟末靺鞨在内的诸靺鞨部落构成了靺鞨族的主体人口，建國者大祚荣出自仍然留守故地的粟末靺鞨，联合原伯咄、安车骨、拂涅、白山等四部靺鞨人建立渤海国，而粟末靺鞨与高句丽人所占比例皆不大。
持此学说的学者有刘义棠、金毓黻、王承礼、朱国忱、郑永振、李东辉、尹铉哲以及池内宏等人。其中金毓黻在其历史著作《渤海国志长编》“丛考”中认为：“大氏一族初附於高丽，继国於粟末部故地，而中朝则始称为粟末靺鞨，后乃定称为渤海，其本末之序如此。”。

### 高句麗族說
有南北韓学者以及少数日本学者认为渤海国主体民族为高句丽人，持有此观点的学者主要有朴时亨、李龙范、卢泰敦、白鸟库吉等人。

### 新民族說
有意見认为“将渤海国的主体民族称为靺鞨是不妥当的”。該观点认为渤海国征服海北后相互融合，形成的新民族“渤海族”才是其民族属性。主张此观点者为中国部分学者，其代表者有崔少熹、孙秀仁、干志耿、孙进己、程妮娜等人。

### 多元獨立民族共同體說
俄罗斯学者主要倾向于认为渤海国内各民族都有独立的高度的文明，是完全独立的共同体。

## 語文

### 语言
由于渤海文献资料传世者不多，语言资料尤为罕见，渤海国的主体民族使用的語言情況尚不明瞭，普通靺鞨百姓可能使用基于靺鞨语的渤海語，贵族与上层阶级官方口语可能使用汉语、或者掺杂了靺鞨传统固有词汇的汉语。而治下漢人、高麗人依舊使用本民族的語言。

#### 官方用语
官方用语指朝廷、官方及外交正式场合的规范用语。渤海国王室语言或官方语言为汉语。
中国宋代许亢宗在《宣和己巳奉使金国行程录》中记载：“（黄龙府）南有渤海，北有铁离、吐浑，东南有高丽、韎鞨，东有女真、室韦，东北有乌舍，西北有契丹、回纥、党项，西南有奚，故此地杂诸国風俗。凡聚会处，诸国人语言不能相通曉，则各以汉语为证，方能辨之。”
根据日本学者酒寄雅志先生研究，按照《日本三代实录》、《扶桑略记》记载，渤海人在日本的外事活动一直以汉语作为官方用语进行交流；而在日本前往渤海的多次外交活动中，日方所派的“渤海通事”也是用汉语来沟通双方意愿的。

#### 通用语
这里所说的通用语，指建国主体民族或主体几个民族所使用的语言。学界关于渤海国通用语的问题上存在不同观点：

##### 渤海语
中国学者朱国忱、魏国忠先生认为：“在（渤海国的）这些语言中，靺鞨语作为主体民族的语言而处于优势的地位”，“当时，靺鞨语无疑作为官方正式用语而得到广泛使用。然而，汉语的地位及应用却在不断上升和增长，并随着‘唐化’的渐进而成为官方用语”。学者劉曉東認為：靺鞨语可能属于阿尔泰语系中的“满—通古斯语族”，而女真语则是靺鞨语的直接继承者，满语则又是女真语的直接继承者。
公元810年（渤海定王永德二年、日本嵯峨天皇弘仁元年），渤海使高南容等出访日本，同行者有高多佛。据《日本纪略》前篇卷十四记载：“渤海使首领高多佛脱身留越前国，安置越中国给食，即令史生羽栗马长，并习语生等『就习渤海语』。”

##### 汉语
中国学者孙秀仁、干志耿先生則认为：“在渤海境内只能把汉语作为公认的约定俗成的官方语言和时尚语言”，“汉语、汉字成为唯一可以沟通渤海境内各族的语言和文字”。

#### 外交语言
渤海国使用的外交语言为汉语。
据《日本三代实录》卷二十四贞观十五年秋七月八日庚午条记载：“先是太宰府驰驿言：‘渤海国人崔宗佐、门孙、宰孙等漂着肥后国天草郡，遣大唐通事张建忠覆问事由，审实情状，是渤海入唐之使，去三月着萨摩国，逃去之一舰也。’仍奉进宗佐等日记，并所赍蜡封函子、杂封书、弓剑等。”从这段史料可知，渤海人崔宗佐等人乘船从萨摩国漂至肥后国时，日本太宰府派遣了唐人大唐通事张建忠，才搞清楚了崔宗佐等人的身份，这说明渤海人崔宗佐是用汉语与大唐通事张建忠交流沟通的。
根据日本学者酒寄雅志先生研究，在日本与渤海之间多次的外交活动中，日本所派的“渤海通事”也是用汉语来进行沟通双方意愿的。

### 書寫系統
渤海国官方書面使用漢文，王公贵族与上层社会也使用汉字，渤海贞惠公主墓志与渤海贞孝公主墓志，以及文字砖、文字瓦的出土也证明了这一结论。汉字和汉文为渤海国唯一的官方书面语，已成为学术界的共识。
但渤海國民间究竟有無自己的文字，目前尚無定論。學術界主要觀點有如下兩種：
- 一是認為渤海國沒有自己的文字，渤海遺址中所見的奇詭難識字並非是渤海人所獨創的字，其中有些是漢字的變體。還有一些當為邊疆少數民族在學習中原先進文化過程中所造成的錯誤，並非有意而為之。而一小部分可能是類似物勒工名一樣工匠的特有符號[註 1]。

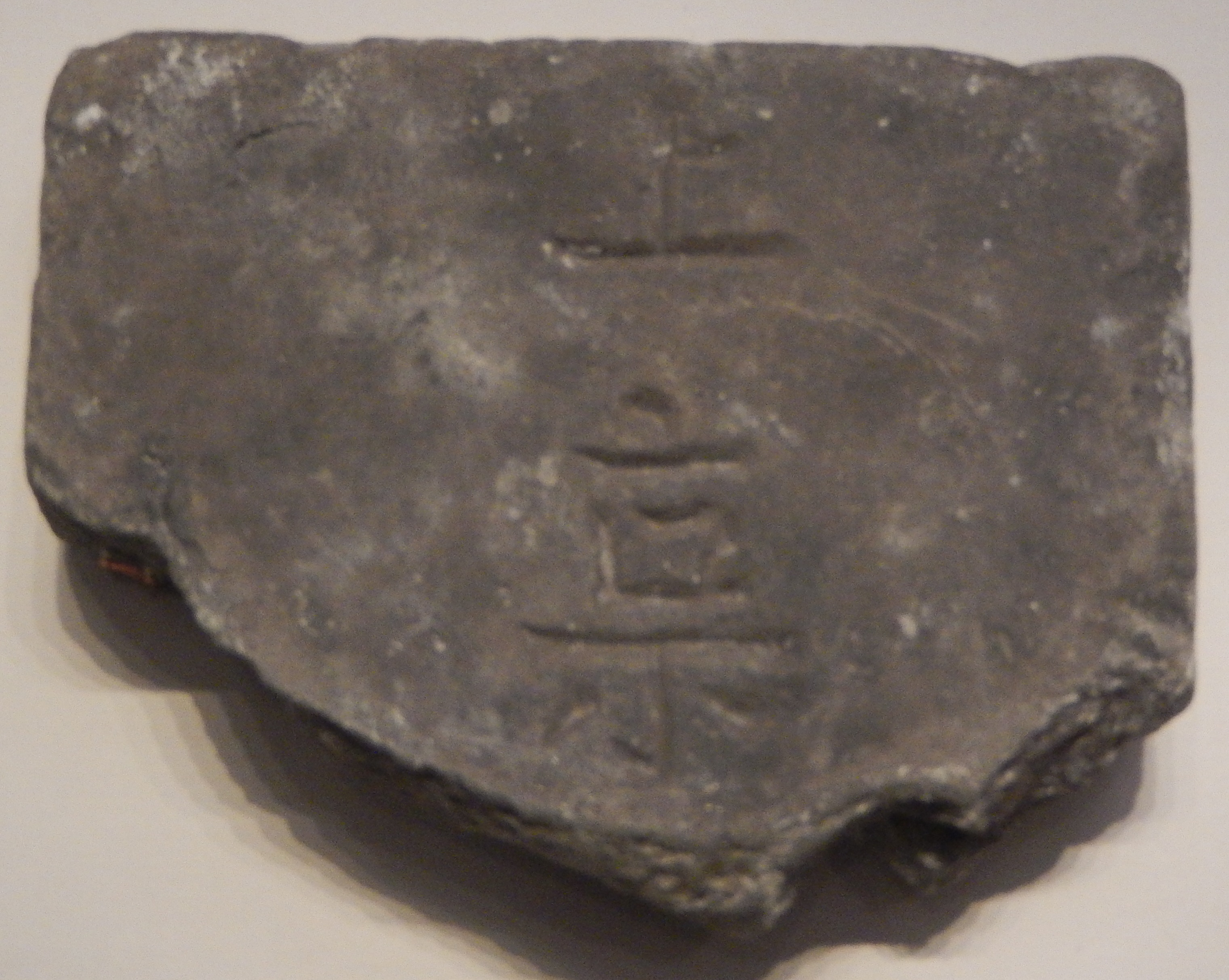
中国黑龙江省宁安市出土的“上京”残文字砖，中国国家博物馆藏

- 二是認為渤海國有自己本民族的語言，為了表達自己的國民想法以及一些固有的名詞，根據本民族語言的特有發音，創制了本民族的文字[註 2][65]。

渤海国注重文字记录：《旧唐书·渤海传》记载渤海“颇有文字及书记”；《新唐书·渤海传》谓渤海“颇知书契”。

### 称谓
《旧五代史·渤海靺鞨传》记载了渤海国所使用的称谓:“渤海靺鞨，其俗呼其王为可毒夫，对面呼圣，笺奏呼基下。父曰老王，母曰太妃，妻曰贵妃，长子曰副王，诸子曰王子。世以大氏为酋长。”
其中“可毒夫”为民族传统语言靺鞨语的音译，其它称谓皆为汉语。傳統上將「笺奏呼基下」解釋為「笺奏（書信、奏章）上稱呼其王為基下」；然而學者王承礼則認為「笺奏的靺鞨语即稱為基下」。
渤海国贞惠公主墓志、贞孝公主墓志中均称其王大钦茂为“圣人”、“皇上”，学者判断渤海官方书面语也可用作官方口语。